# Microkayla pinguis
Microkayla pinguis es una especie de anfibio anuro de la familia Craugastoridae. Es endémica de la provincia de Inquisivi en el departamento de La Paz, Bolivia a 3450 metros de altitud. Se encuentra amenazada de extinción por la pérdida de su hábitat natural.